# Повенмайр, Дэн
Дэниел Кингсли Повенмайр (англ. Daniel Kingsley Povenmire; род. 18 сентября 1963, Сан-Диего) — американский аниматор, сценарист, режиссер, продюсер и актёр озвучивания. Является одним из создателей диснеевских мультсериалов «Финес и Ферб» и «Закон Мёрфи», в которых также озвучивает персонажа Хайнца Фуфелшмертца. В октябре 2020 года анонсировал новый сериал для Disney Channel под названием «Хомяк и Гретель».
Повенмайр вырос в городе Мобил, штат Алабама, где посещал художественное училище, а летом проводил время на природе и занимался созданием любительских фильмов. Изначально поступил в Университет Южной Алабамы, но затем решил сделать карьеру в сфере кино и перевёлся в Университет Южной Калифорнии.
Повенмайр долгое время работал в мультипликационной индустрии, участвуя в создании таких анимационных телесериалов, как «Эй, Арнольд!», «Симпсоны», «Новая жизнь Рокко» и «Губка Боб Квадратные Штаны». Также Дэн занимал должность режиссёра сериала «Гриффины», благодаря чему был номинирован на премию «Энни». В дальнейшем Повенмайр покинул проект, чтобы начать работу над мультсериалом «Финес и Ферб» совместно с Джеффом «Свомпи» Маршем. За свою работу над данным сериалом Дэн был номинирован на несколько наград, включая BAFTA, «Энни» и две премии «Эмми». После успеха «Финеса и Ферба» Повенмайр совместно с Маршем создал и спродюсировал для Disney второе шоу —  «Закон Мёрфи», премьера которого состоялась в 2016 году. В 2020 году Дэн с Джеффом сняли мультипликационный фильм «Финес и Ферб: Кендэс против Вселенной».

## Биография

### Детство
Повенмайр родился 18 сентября 1963 года в Сан-Диего, штат Калифорния, в семье Дианы и Сэнфорда Эрла Повенмайра, и вырос в городе Мобил, штат Алабама. Будучи крайне талантливым ребёнком, Дэн начал рисовать в два года, а к десяти годам его работы выставлялись на местных художественных выставках. Его первый опыт анимации включал в себя серию кинеографов, сделанных из школьных учебников. В детстве Повенмайр считал своим героем аниматора Чака Джонса. Творчество Хаяо Миядзаки также оказало определённое влияние на будущего режиссёра.

### Обучение
Повенмайр получил среднее образование в средней школе Шоу в Мобиле, после чего поступил в Университет Южной Алабамы, где создал свой первый популярный комикс «Life is a Fish» («Жизнь - это рыба»), рассказывающий историю золотой рыбки Германа и студентов колледжа, с которыми он живёт. Также в этот период Дэн подрабатывал официантом и артистом в ужин-театре. В 1985 году Повенмайр переводится в Университет Южной Калифорнии, планируя сделать карьеру в сфере кино.
Вскоре после начала учёбы в Университет Южной Калифорнии Повенмайр показывает комикс «Life is a Fish» Марку Ордески, главному редактору университетской газеты Daily Trojan. Ордески сначала «просто отмахнулся от него», однако после просмотра портфолио Дэна всё же согласился разместить его материал на газетной полосе. В дальнейшем «Life is a Fish» выходила в газете ежедневно. Хотя из-за столь быстрого темпа Повенмайр боялся, что у него «закончатся идеи», он никогда не пропускал сроки и зарабатывал около $14 000 в год на продаже разнообразных тематических сувениров, в том числе футболок, книг и календарей, которые продавались на университетской ремесленной ярмарке. Кроме того, подобная регулярная работа помогла Дэну научиться «выражать свой замысел в наименьшем количестве строк».

### Карьера

#### Ранние работы
Повенмайр бросил Университет Южной Калифорнии, не закончив обучения, и использовал деньги, полученные от продажи товаров «Life is a Fish», для финансирования недолгой карьеры уличного художника. Первый профессиональный заказ Дэн получил от Томми Чонга, работавшего в то время над комедийным фильмом «Парень со странностями», для которого Повенмайр записал двухминутную анимацию. К 24 годам Дэн работал фрилансером, участвуя в создании нескольких мультсериалов, в том числе и «Черепашек-ниндзя». В 1989 году он также сыграл небольшую роль в дебютном фильме Адама Сэндлера «Всех за борт».

#### «Симпсоны»
В 1990-х годах Повенмайр получил работу в качестве аниматора по компоновке персонажей в популярном мультсериале «Симпсоны». Его рабочее место располагалось напротив Джеффа Марша, другого начинающего аниматора. Они имели схожие вкусы в юморе и музыке, а позже стали коллегами и по другим проектам.
Опыт Повенмайра, полученный в ходе работы над другими картинами, принёс ему уважение в команде, отвечавшей за выпуск «Симпсонов». Дэн занимался анимацией разметки и участвовал в создании раскадровок для сериала. Он продолжал интересоваться кино и писать сценарии, один из которых он создал для малобюджетного фильма ужасов «Полицейский-психопат 2». Продюсеры фильма предложили Повенмайру стать режиссёром проекта, но по условиям контракта он должен был уйти из «Симпсонов». Дэн предпочёл остаться в «Симпсонах», которые ему нравились и которые больше соответствовали его амбициям. Вместо него режиссёром картины стал Риф Куган.

#### «Новая жизнь Рокко»
Работа над «Симпсонами» проходила по нерегулярному графику. Продюсеры увольняли аниматоров на периоды от двух до трёх месяцев, а затем вновь нанимали их в более поздние стадии производственного цикла. Во время одного из таких увольнений Повенмайр нашёл временную работу в сериале «Новая жизнь Рокко», первом собственном мультипликационном проекте компании Nickelodeon. Создатель сериала, Джо Мюррей, лишь начинавший карьеру в сфере телевидения, нанял Дэна исключительно благодаря его комиксам «Life is a Fish», доказывавшими, что он умеет сочинять сюжеты и отрисовывать их.
Хотя Повенмайр начал работать над «Рокко» лишь для того, чтобы занять время, свободное от «Симпсонов», ему показалась привлекательной творческая свобода, которая царила в проекте, поэтому он покидает «Симпсонов», чтобы работать над «Рокко» полный рабочий день. Во время работы над «Рокко» Дэн вновь встречает Джеффа Марша, на этот раз в качестве партнёра по написанию сценария. Позже Марш утверждал, что команда проекта хотела, чтобы небрежность его раскадровки была компенсирована аккуратностью Повенмайра. Пара разработала особый стиль повествования, отличавшийся характерными музыкальными номерами и сценами погонь. Повенмайр и Марш получили премию за достижения в области экологии за один из эпизодов «Рокко», снятый в 1996 году.

#### «Гриффины»
Позже Повенмайр стал режиссёром анимационного сериала «Гриффины», начиная с эпизода второго сезона «Дорога на Род-Айленд». Создатель мультфильма Сет Макфарлейн предоставил Дэну широкую творческую свободу. Сам Повенмайр вспоминал, что Макфарлейн говорил ему: «У тебя есть две минуты. Придумай мне несколько визуальных шуток. Делай всё, что хочешь. Я тебе доверяю.» Дэн высоко оценивал стиль руководства Макфарлейна, позволявший ему «веселиться».
Повенмайр привнёс реализма в визуальную режиссуру «Гриффинов». В эпизоде «Один, если с устрицы; два, если с моря» несколько персонажей демонстрируют движения, похожие на движения Боба Фосса. Чтобы изобразить их, Дэн попросил художника по цвету Синтию Макинтош, которая была профессиональной танцовщицей, принять нужные позы, чтобы он мог правильно проиллюстрировать их последовательность. В эпизоде «Полюбить и умереть в Дикси» Повенмайр обратился к своему детскому опыту жизни на Юге, чтобы придумать и нарисовать фоновую сцену, в которой персонаж деревенщина беспечно пинает труп в ближайшую реку.
Эпизод сериала «Ласточка Брайана и ласточка Питера», режиссёром которого был Повенмайр, получил премию «Эмми» за лучшую песню. Создатель «Гриффинов» Макфарлейн, получивший награду, отметил высокий вклад Дэна и созданных им визуальных эффектов в победу эпизода. Сам Повенмайр позже был номинирован на премию «Энни» за режиссуру эпизода «Пи-ТВ», но проиграл коллеге по «Гриффинам» Питеру Шину, снявшему серию «К северу через Северный Куахог». За работу над «Пи-ТВ» Дэн и несколько других режиссёров были номинированы на прайм-таймовую премию «Эмми» за лучшую анимационную программу (для передач продолжительностью менее одного часа). Повенмайр также был номинирован на ту же награду за эпизод «Дорога на Род-Айленд».
Во время кратковременного прекращения работы на «Гриффинами» Повенмайру предложили должность раскадровщика в сериале «Губка Боб Квадратные Штаны». Дэн также стал сценаристом проекта, написав сценарии для эпизодов второго сезона «Ночная смена», «Жареные игры» и «Сэнди, Спанч Боб и червяк», премьера которых состоялась на Nickelodeon в 2001-2002 годах. Помимо этого, Повенмайр сочинил песню «The Campfire Song Song» для эпизода третьего сезона «Поход», над которым он работал в качестве режиссёра-постановщика совместно с Джеем Лендером.

#### «Финес и Ферб»
В 1993 году Повенмайр и Джефф Марш задумали создать сериала «Финес и Ферб», основанный на их схожем детском опыте летнего отдыха на природе. Дэн потратил около 15 лет, предлагая проект мультфильма различным медиакомпаниям, большинство из которых отклонили идею как труднореализуемую из-за излишней сложности сюжета. Однако Повенмайр продолжал попытки найти финансирование для сериала. Позже он отмечал: «Это было действительно то шоу, которое мы хотели увидеть: если бы оно вышло в эфир, я бы с радостью его посмотрел. Подобное я могу сказать далеко не о каждом проекте, над которым я работал». Даже Walt Disney Company изначально отклонила предложение Повенмайра, но попросила оставить копию материалов для дальнейшего рассмотрения. «Обычно это означало, что потом они просто выбрасывают всё это в мусорку» — вспоминал Дэн. Однако в конце концов Disney перезвонил Повенмайру и согласился на разработку сериала, но при условии, что Дэн предоставит 11-минутный пилотный выпуск. Повенмайр связался с Маршем, проживавшим в то время в Англии, и спросил его, не хочет ли он поработать на пилотным эпизодом. Джефф сразу же согласился и вернулся обратно в США.
Вместо предоставления обычного сценария, Повенмайр и Марш презентовала пилотную серию, записав ролики с её раскадровкой, которые Дэн затем смикшировал и дублировал для передачи действия и вокала. Disney утвердил первый сезон шоу, который должен был включать 26 эпизодов, в результате чего Повенмайр принял решение уйти из «Гриффинов», чтобы начать работу над новым проектом.
Повенмайр и Марш хотели привнести в «Финеса и Ферба» тот же стиль юмора, который они использовали в своей работе над сериалом «Новая жизнь Рокко». Они включили в мультфильм большое количество динамичных сцен, а также при поддержке Disney добавляли музыкальные номера в каждый новый выпуск, следующий за эпизодом «Звёзды на час». Позже Дэн описывал их с Джеффом песни, как «попытку увековечить собственное творчество». На сегодняшний день, пара заработала две номинации на премию «Эмми» за песни из «Финеса и Ферба». Третья номинация на «Эмми» за эпизод «Монстр Финеса и Фербенштейна» поставила шоу в один ряд с «Губкой Бобом Квадратные Штаны», хотя ни один из номинантов так и не получил награду по техническим причинам. В 2010 году Повенмайр в числе нескольких других членов команды, работавшей над «Финесом и Фербом», был номинирован на Дневную премию «Эмми» в категориях «Outstanding Writing in Animation» и «Outstanding Original Song – Children’s and Animation», выиграв в первой из них. В 2021 году Дэн в числе других сценаристов получил премию «Эмми» в номинации «Outstanding Writing Team for a Daytime Animated Program» за мультфильм «Финес и Ферб: Кендэс против Вселенной».
При создании художественного образа «Финеса и Ферба», Повенмайр вдохновлялся в том числе и характерным стилем легенды анимации Текса Эйвери, используя геометрические формы для создания персонажей и фона. Идея подобного дизайна возникла у Дэна случайно, когда он сделал первый набросок одного из главных персонажей мультфильма Финеса Флинна во время ужина с семьёй в ресторане в Южной Пасадине, штат Калифорния. Повенмайр нарисовал ребёнка с головой в форме треугольника на бумаге, покрывавшей стол. Набросок так понравился Дэну, что он вырвал его, сохранил и впоследствии использовал в качестве прототипа при создании образа Финеса и стилистического оформления всего шоу.

## Фильмография

### Фильмы
| Год  | Фильм                                  | Должность                                                |
| ---- | -------------------------------------- | -------------------------------------------------------- |
| 1988 | На вторник не рассчитывай              | Художник по раскадровке                                  |
| 1989 | Всех за борт                           | Актёр                                                    |
| 1990 | Парень со странностями                 | Аниматор                                                 |
| 1991 | Назад в темноту                        | Художник по раскадровке                                  |
| 1993 | Полицейский-психопат 2                 | Сценарист                                                |
| 2003 | Museum Scream                          | Сценарист, режиссёр                                      |
| 2011 | Финес и Ферб: Покорение 2-го измерения | Сценарист, режиссёр, продюсер                            |
| 2020 | Скуби-Ду                               | Исполнительный продюсер                                  |
| 2020 | Финес и Ферб: Кендэс против Вселенной  | Режиссёр-постановщик, исполнительный продюсер, сценарист |

### Мультсериалы
| Год             | Мультсериал                | Должность |
| --------------- | -------------------------- | --- |
| 1991            | Джеймс Бонд-младший        | Художник по раскадровке                                                                                                  |
| 1991            | Черепашки-ниндзя           | Художник по раскадровке                                                                                                  |
| 1992–1993; 2002 | Симпсоны                   | Художник по раскадровке, художник по компоновке персонажей                                                               |
| 1993–1996       | Новая жизнь Рокко          | Сценарист, режиссёр, художник по раскадровке, автор песен                                                                |
| 1994            | Кинокритик                 | Художник по компоновке персонажей                                                                                        |
| 1996–1999       | Эй, Арнольд!               | Художник по раскадровке, режиссёр                                                                                        |
| 1998–1999; 2001 | Котопёс                    | Режиссёр раскадровки, сценарист                                                                                          |
| 2000–2007       | Гриффины                   | Художник по раскадровке, режиссёр                                                                                        |
| 2001–2004       | Губка Боб Квадратные Штаны | Сценарист, художник по раскадровке, режиссёр раскадровки                                                                 |
| 2007–2015       | Финес и Ферб               | Соавтор, исполнительный продюсер, актёр озвучки, автор сюжета, сценарист, режиссёр, автор песен                          |
| 2016–2019       | Закон Мёрфи                | Соавтор, исполнительный продюсер, актёр озвучки, сценарист, автор сюжета, художник по раскадровке, режиссёр, автор песен |
| 2022–н.в.       | Хомяк и Гретель            | Автор |